# اچ‌ام‌اس ام۲۴
اچ‌ام‌اس ام۲۴ (به انگلیسی: HMS M24) یک کشتی بود که طول آن ۱۷۷ فوت ۳ اینچ (۵۴٫۰۳ متر) بود. این کشتی در سال ۱۹۱۵ ساخته شد.